# Количело (Терни)
Количело је насеље у Италији у округу Терни, региону Умбрија.
Према процени из 2011. у насељу је живело 36 становника. Насеље се налази на надморској висини од 442 м.